# Comata, the Sioux
Comata, the Sioux é um filme mudo norte-americano de 1909 em curta-metragem, do gênero western, dirigido por D. W. Griffith. O filme foi produzido e distribuído por Biograph Company.